# Брухмюльбах-Мізау
Брухмюльбах-Мізау (нім. Bruchmühlbach-Miesau) — громада в Німеччині, розташована в землі Рейнланд-Пфальц. Входить до складу району Кайзерслаутерн. Центр об'єднання громад Брухмюльбах-Мізау.
Площа — 26,86 км2. Населення становить 7819 ос. (станом на 31 грудня 2020).